# Relações entre França e Santa Sé
As relações entre França e Santa Sé descrevem as relações bilaterais formalmente estabelecidas entre a República Francesa e a Santa Sé. 
As relações entre o Estado francês e a Santa Sé remontam ao século V, quando o Reino Franco manteve sua fidelidade religiosa ao Papado. Ao longo dos séculos, especialmente durante a ascensão do Reino da França na Idade Média, os franceses mantiveram uma postura de alinhamento profundo com a Igreja Católica e o Papado, de modo geral, expresso especialmente através de ritualísticas e tradições relacionadas à monarquia francesa. Ao longo de grande parte do Antigo Regime, a França foi apoiada pelo Papado e concedeu formalmente apoio à Santa Sé, especialmente durante o turbulento período das Guerras Religiosas do século XVI, que dividiram o território francês em esferas de influências de católicos e protestantes.[carece de fontes?]
Alcunhada de Filha mais velha da Igreja, a França também foi palco de profundo sentimento anticatólico entre a população e a classe política, especialmente no período turbulento da Revolução Francesa e das subsequentes Guerras Napoleônicas, de 1789 a 1815. Neste período, a influência da Igreja Católica foi vista por lideranças francesas como uma reconstrução dos valores do absolutismo ou interferência externa em questões internas do país. Atualmente, França e a Santa Sé têm demonstrado interesse mútuo e cooperação nas áreas de saúde, educação e combate à miséria - não somente entre seus povos, mas nos demais países do globo.[carece de fontes?]